# Södra Hestra distrikt
Södra Hestra distrikt är ett distrikt i Gislaveds kommun och Jönköpings län. Distriktet ligger omkring Broaryd i västra Småland.

## Tidigare administrativ tillhörighet
Distriktet inrättades 2016 och utgörs av socknen Södra Hestra i Gislaveds kommun.
Området motsvarar den omfattning Södra Hestra församling hade vid årsskiftet 1999/2000.

## Tätorter och småorter
I Södra Hestra distrikt finns en tätort men inga småorter.

### Tätorter
- Broaryd